# Frontière entre la Norvège et la Russie
La frontière entre la Norvège et la Russie est la frontière séparant le comté de Finnmark, comté le plus septentrional du royaume de Norvège, et l'oblast de Mourmansk, oblast de la fédération de Russie. C'est aussi l'une des frontières extérieures de l'espace Schengen.

## Frontière terrestre
Située au-delà du cercle Arctique, dans le nord de la Laponie, elle est la frontière terrestre européenne la plus septentrionale. Une grande partie de cette frontière (112 km sur 196) est marquée par le Pasvikelva (selon son nom norvégien, qui est en russe : Паз, Paz), un fleuve côtier se jetant dans le fjord de Varanger - mais pas jusqu'à son débouché - et à son extrémité nord-est par le Jakobselva, un autre fleuve côtier.
La frontière a son tracé actuel depuis septembre 1944 et la signature de l'armistice de Moscou entre l'Union soviétique et la Finlande, par lequel cette dernière perd la région de Petsamo et son débouché sur l'océan Arctique. Lors de la guerre froide, ce fut l'une des deux frontières terrestres entre un pays de l'OTAN et l'URSS (l'autre étant la frontière entre la Turquie et l'URSS).

### Point de passage routier

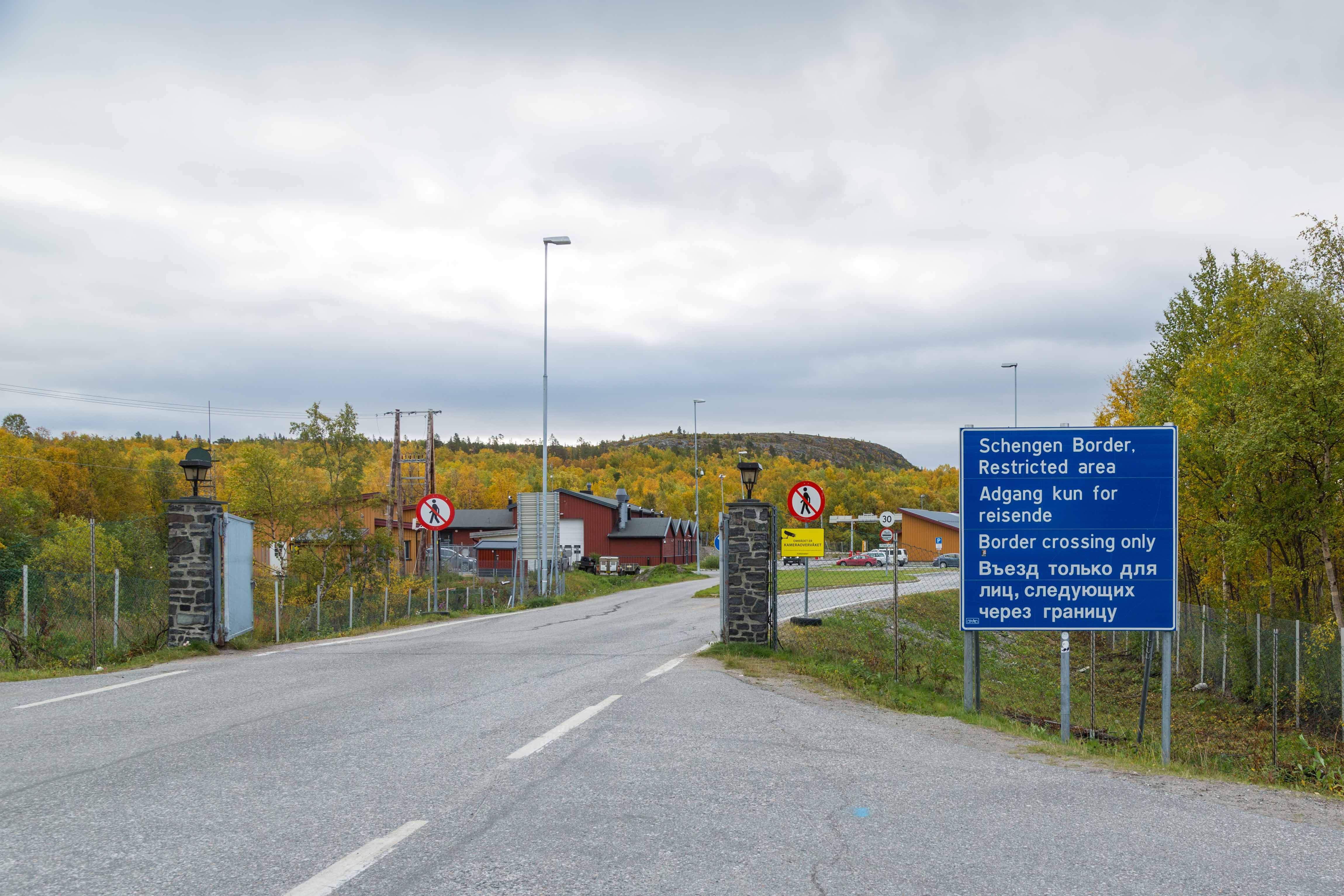
Depuis la Norvège, arrivée par la route européenne 105 au poste frontière de Storskog (2015).

Il n'existe qu'un seul point de passage routier traversant la frontière, sur la route européenne 105.
| Route Européenne | Route de Norvège | Ville(s) desservie(s) | Point de passage      | Ville(s) desservie(s)                        | Route de Russie |
| ---------------- | ---------------- | --------------------- | --------------------- | -------------------------------------------- | --------------- |
| E 105            | E105             | Kirkenes              | Storskog / Boris Gleb | Mourmansk - Petrozavodsk – Saint-Petersbourg |                 |

### Points de passage ferroviaires
Il n'existe aucun point de passage ferroviaire entre ces deux pays.

## Frontières maritimes

### Svalbard
L'archipel de Svalbard est placé sous le statut international, dont la souveraineté a été confiée à la Norvège, mais, depuis l'invasion de l'Ukraine par la Russie en 2022 il est de nouveau revendiqué par la Russie qui souhaite rompre un ancien traité datant de 1920,.

## Galerie de photographies

Carte détaillée de la frontière.
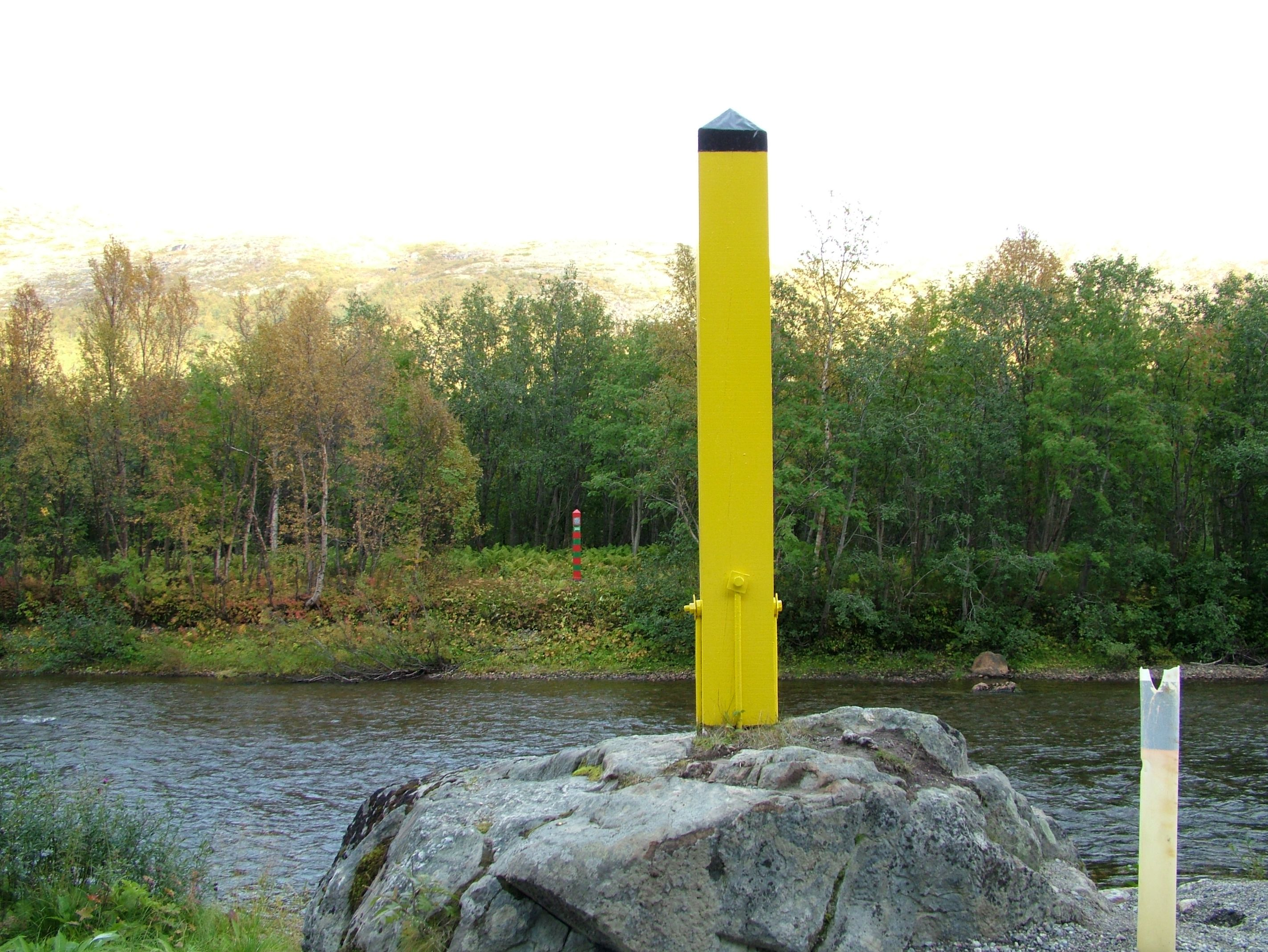
Le fleuve Jakobselva, qui marque en partie la frontière.
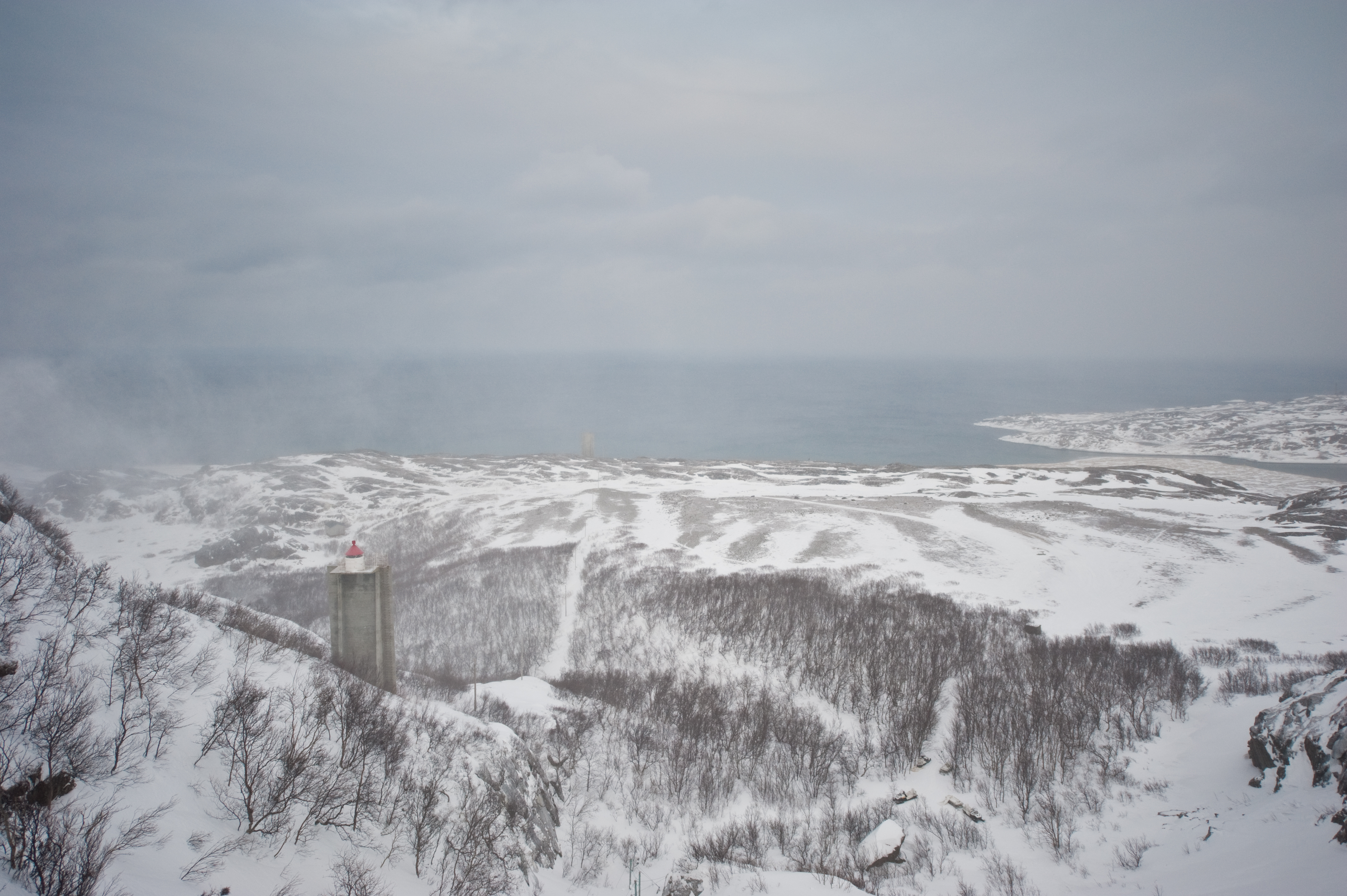
Un poste de surveillance de la frontière, non loin de la côte arctique.